# L'Émission
Pour plus de détails, voir Fiche technique et Distribution.
L'Émission (Η Εκπομπή (I Ekpombi)) est un court-métrage grec réalisé par Theo Angelopoulos, sorti en 1968.

## Synopsis
1967 à Athènes, l'équipe de l'émission Discodisc interview des femmes dans la rue afin de définir le profil de l'homme idéal. L'homme qui s'en rapprochera le plus se verra offrir un après-midi avec une star du cinéma. Mais tout cela ne sera que prétexte à autopromotion : l'homme idéal sera pris au hasard et servira de potiche pour vendre l'émission au public.

## Fiche technique
- Titre : L’Émission
- Titre original : I Ekpombi
- Réalisation : Theo Angelopoulos
- Scénario : Theo Angelopoulos
- Production : Theo Angelopoulos
- Photographie : Yórgos Arvanítis
- Son : Thanassis Arvanitis
- Montage : Giorgos Triantafillou
- Format : Noir et blanc - 1,33:1 - Mono - 35 mm - Court métrage
- Genre :
- Durée : 23 minutes
- Date de sortie : 1968

## Distribution
- Theodoros Katsadramis
- Lina Triantafillou
- Nico Mastorakis
- Mirka Kalatzopoulou

## Récompenses
- Festival du cinéma grec 1968 (Thessalonique) : Prix des critiques